# Depresiunea Tazlău-Cașin
Depresiunea Tazlău-Cașin, numită și Depresiunea Onești este o depresiune subcarpatică din vestul Moldovei, România,  situată în partea de sud a Subcarpaților Moldovei. Este delimitată la vest de Carpații Orientali. La est este delimitată de anticlinoriul Culmii Pietricica Bacăului în partea de nord, compartimentul ei sudic plasând-o în zona Subcarpaților de Curbură, la vest de delurile subcarpatice Oușoru și Zăbrăuți. Împreună cu depresiunile aflate la nord, cea a Neamțului și Cracău-Bistrița (de care este despărțită de șaua Borlești (Nechit)), formează un uluc subcarpatic, lontitudinal în raport cu Carpații. 
Geografic, dinspre nord spre sud este împărțită în trei compartimente: Frumoasa, Livezi-Helegiu și Oituz-Cașin. Administrativ, ea se află pe teritoriul județelor Neamț și Bacău. Zona este intens populată, aflându-se aici numeroase așezări rurale, precum și orașele Onești (centrul de convergență antropică al depresiunii), Târgu Ocna și parțial, Moinești.
Nu toți geografii sunt de acord cu unitatea structurală a compartimentului depresionar Tazlău-Cașin, o parte dintre aceștia considerând că pot fi identificate două depresiuni distincte, anume Depresiunea Tazlău și Depresiunea Oituz-Cașin. Din punct de vedere evolutiv, cele două compartimente au avut o evoluție diferită. Cel nordic al Tazlăului are origine tectono-erozivă, este suprapus pe o structură de sinclinoriu rezultată ca urmare a ascensiunii tectonice din Pleistocenul inferior a culmii Pietricica Bacăului și are o rețea hidrografică mai veche și în consecință un relief mai vechi, format de aceasta. Spre diferență, compartimentul sudic are un caracter eroziv subsecvent, fiind creația din Pleistocenul mediu a râurilor Oituz și Cașin. Acestea au erodat molasa miocenă cutată, aflată la zona de contact cu piemonturile monoclinale ale dealului Oușoru și Platformei Zăbrăuți.

## Elemente de geologie

### Structură
Limita vestică a Depresiunii Tazlău-Cașin este definită de denivelarea acentuată dinspre munți, care corespunde liniei de încălecare a pânzei marginale a flișului peste straturile din epoca miocenă ale acestei forme de relief. Ulucul depresionar se lipește în zonele de nord și sud direct de flișul montan, mai puțin în zona dintre râurile Tazlăul Mare și Tazlăul Sărat, unde tranziția se face prin intermediul unor dealuri subcarpatice (Dealurile Solonțului). Astfel spre vest, la nord de Trotuș, abrupturile sunt alcătuite de fruntea Pânzei de Tarcău și de frunți ale unor pânze de șariaj: Măgura Tazlău, Stogul de Piatră și Munceii Uture, Munceii Piatra Crăpată și Culmea Berzunți. La sud de Trotuș, contactul se face cu fruntea pânzei marginale: Măgura Cașinului, Scaunul Runcului, Coșna, Vârful Chilăului.

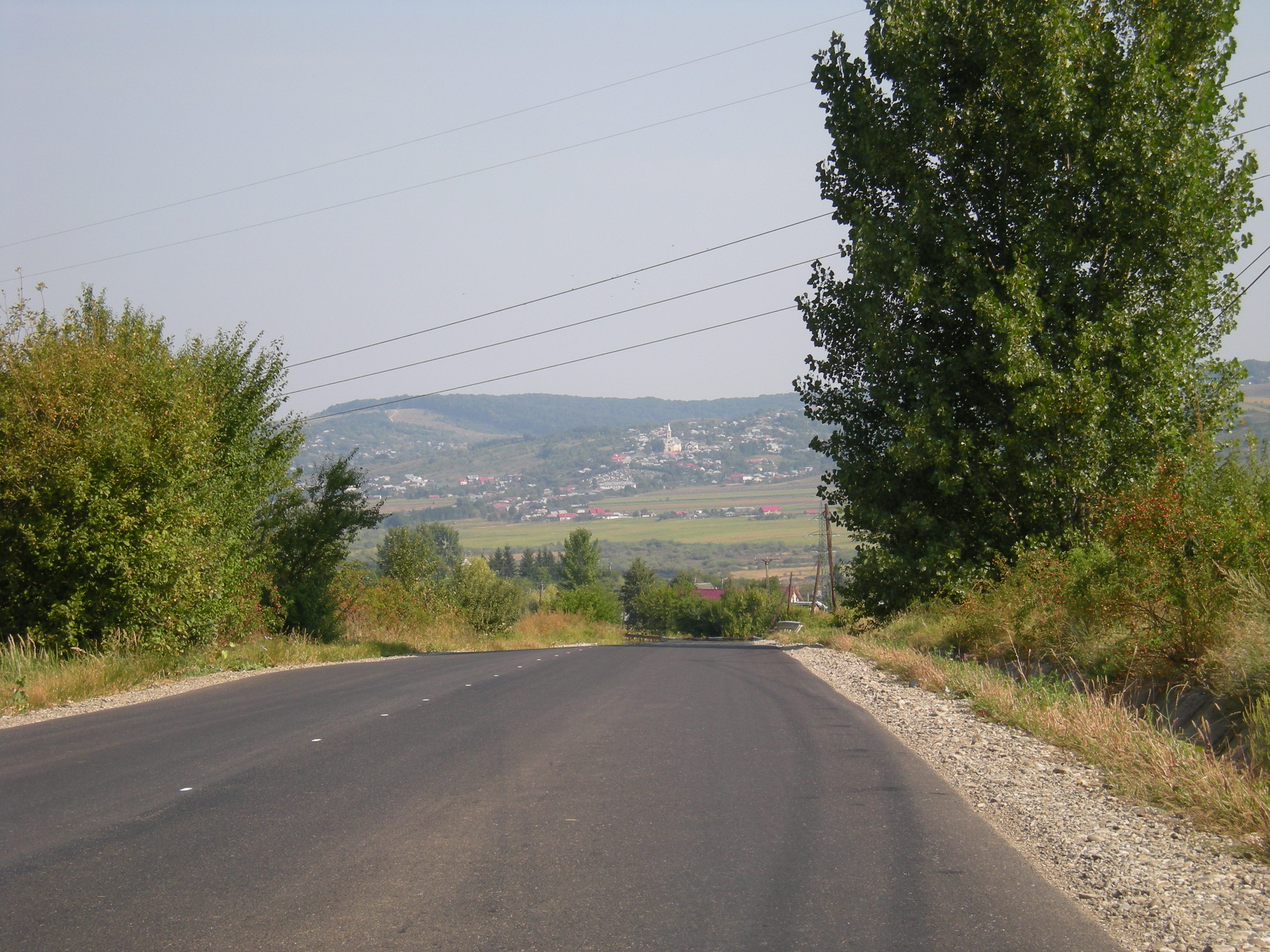
Perspectivă spre Pustiana din sudul compartimentului nordic Frumoasa, al ulucului depresionar al Tazlăului.

Limita estică, la nord de Trotuș, este formată de un aliniament de falii interne secundare, de-a lungul cărora s-a înălțat în epoca geologică a Pleistocenului inferior, anticlinoriul reprezentat de Culmea Pietricica. La sud de Trotuș, limita este constituită de o cuestă povârnită puternic în partea sa vestică, săpată în depozitele piemontane villafranchiene monoclinale ale dealurilor Oușoru și Zăbrăuți.
Faciesul petrografic este caracterizat de o dominanță netă și o alternanță frecventă a argilelor și marnelor, cu gresii friabile și gipsuri. În ce privește relieful carstic dezvoltat în compartimentul Tazlăului, acesta are ca substrat un complex litologic badenian, cu orizonturi de gipsuri de 10-50 cm înclinate cu 25°-45°.
Atât tectonica cât și procesele seismice sunt active. Acestea alături de faciesul litolgic existent, precum și de marea densitate a fragmentării reliefului sau de înclinarea pantelor la 10° -30° ori de impactul antropic, supun ulucul depresionar proceselor de denudare, dintre care alunecările de teren au condiții deosebit de favorabile aici și astfel, un rol important. Această caracteristică încadrează compartimentele Tazlău și Oituz-Cașin, în arealele cu frecvență mare și foarte mare frecvență și intensitate a alunecărilor. Acestea sunt variate ca formă și grosime a deluviului, precum și în ce privește intensitatea.
În subsol se găsesc zăcăminte bogate de petrol și gaze naturale, gips și sare.

### Origine
Origine depresiunii este mixtă, tectonică și erozivă, procesul dominant fiind reprezentat de eroziunea diferențială:
- asemeni restului Subcarpaților Moldovei, compartimentul depresionar este mai vechi decât restul subcarpaților, deoarece este format din strate miocene (piemont sarmațian) care s-au cutat.[2] Astfel, în timpul înălțării din postvillafranchian, ca urmare a împingerii spre est dinspre Carpați și a rezistenței Platformei Moldovenești, s-a format anticlinoriul Pietricica și în același timp un sinclinoriu larg în spatele acestuia,[8] prin coborâre tectonică. În acest mod, suprafața formată prin glacisare din timpul sarmațianului până în villafranchian a fost distrusă.[9]
- după instalarea rețelei hidrografice actuale și adâncirea acesteia, Tazlăul împreună cu afluenții săi  principali au continuat să accentueze caracterul depresionar al zonei,[4] conglomeratele estice burdugaliene ale Culmii Pietricica având o rezistență superioară la eroziune față de rocile salifere acvitaniene și argilo-marnoase burdugaliene și badeniene, situate la vest.[8] Depresiunea este oblică în raport cu Carpații și paralelă cu axurile Tazlăului și Trotușului, atât pentru că rocile salifere fac un anume unghi cu cele ale flișului, cât și ca efect al eroziunii impuse de Tazlău, care a erodat lateral mai mult spre munte, în unele porțiuni.[2]
- prin comparație cu compartimentul depresionar cu origine tectono-erozivă al Tazlăului de la nord de Trotuș, schițat ca urmare a unor mișcări tectonice, cel sudic Oituz-Cașin are origine în principal erozivă. Instalate probabil în Pleistocenul mediu în zona de contact dintre depozitele miocene cutate și cele villafranchiene piemontane, râurile Oituz și Cașin au erodat interfluviile[4] în raport cu nivelul de bază al Trotușului. Astfel, cele două ape au conturat compartimentul depresionar sudic și i-au asigurat un caracter subsecvent față de cuesta abruptă dinspre est, precum și față de structura monoclinală a depozitelor piemontane.[6]
- din Pleistocenul inferior în compartimentul Tazlău și probabil din Pleistocenul mediu în compartimentul Oituz-Cașin, evoluția reliefului din ambele zone a fost în mare parte similară, relieful înalt, interfluvial, fiind creația cvasiexclusivă a actualei rețele hidrografice. Acest relief este orientat paralel cu afluenții principali ai Tazlăului, Oituzului și Cașinului, evoluția acestor afluenți depinzând de nivelurile de bază ale râurilor colectoare.[6] Având o vechime mai mare, rețeaua hidrografică a Tazlăului a fost în Pleistocenul mediu în ce privește cursul superior al acestuia, parte a a unui proces de captare de către bazinul hidrografic al Bistriței, prin intermediul râului Nechit. Captări locale și autocaptări fără mare importanță, în ce privește configurația rețelei hidrografice, au avut însă loc și în Holocen.[6]

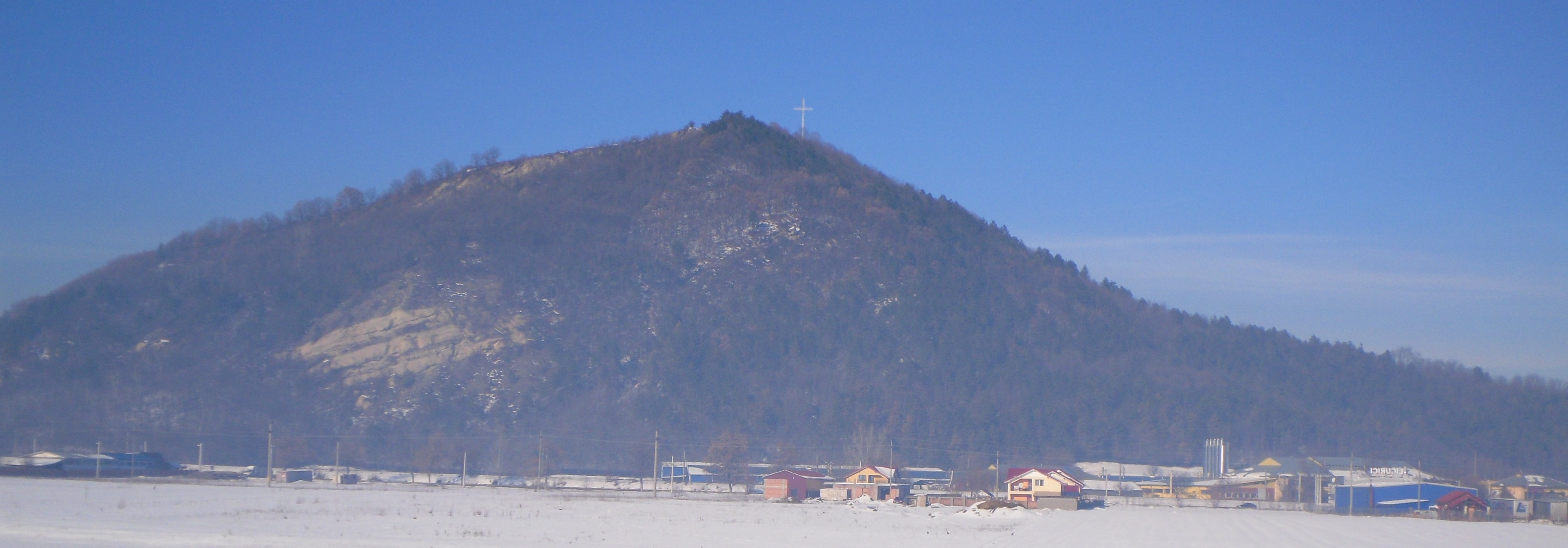
Dealul Perchiu, iarna

- condiții distincte de morfogeneză în compartimentul Tazlăului au numai suprafețele de glacis intradepresionar de sub culmea Berzunți, precum și unele interfluvii structurale ale depresiunii, din sudul aceluiași compartiment. Astfel, glacisurile în cauză au rezultat ca urmare a retragerii flancului de est al culmii Berzunți prin procesul de denudare, iar intefluviile din sud mai sunt astăzi reprezentatei prin hogbackuri, precum dealurile Perchiu, Straja, Brașovului sau Cocoara.[6]
- între cele două compartiemnte, de nord și de sud, se interpune valea Trotușului, săpată în molasa miocenă cutată relativ friabilă.[6]

## Delimitare
| Imagine indisponibilă                        |  | Imagine indisponibilă                      |
| Șaua Borlești - perspectivă dinspre Borlești |  | Șaua Borlești - perspectivă dinspre Tazlău |

Depresiunea în cauză se află în partea sudică a ulucului subcarpatic format din Depresiunea Neamțului, Depresiunea Cracău-Bistrița și Depresiunea Tazlău-Cașin. Este cea mai extinsă depresiune subcarpatică și este una dintre cele mai tipice depresiuni de de acest tip, ale României,  fiind însă a doua depresiune a Moldovei ca dimensiune și grad de dezvoltare.Este lungă de 78 km și largă de 25 km (lungime de 70 km și lățime de 10-15 km după o altă sursă) și are o suprafață de 800 km2. Este situată altimetric mai jos decât Depresiunea Cracău-Bistrița, în partea ei centrală, acolo unde se strâng Trotușul, Tazlăul, Cașinul și Oituzul, având o altitudine de 200 m.
Compartimentul depresionar Tazlău-Cașin, de forma unui uluc format pe un sinclinoriu, este situat în Subcarpații Tazlăului. Acesta se extinde de o parte și alta a râului Tazlău, prin prelungirile Cașin și Oituz intrând în Subcarpații de Curbură (a căror limită este situată pe linia Oituz-Mănăstirea Cașin). La est este delimitat de Culmea Pietricica Bacăului, continuată la sud-este de Piemontul Orbenilor (Pâncești) și de Dealul Oușoru. Spre vest delimitarea este asigurată de către Munceii Bistrița-Tazlău (culmi secundare transversale ale culmii Goșmanu-Geamăna din Munții Tarcăului) spre nord și de Munții Berzunți la mijloc (ambele masive cu înălțimi de peste 900 m spre depresiune), precum și de Munții Vrancei (cu înălțimi de 700-800 m spre depresiune), la sud. Între Munții Berzunți și cei ai Vrancei, se insinuează o porțiune din Munții Nemira.
Comunicarea cu celelalte unități vecine este asigurată:
- la nord prin Șaua Nechitului[1] (sau Borlești)[16] largă și situată la 536 m altitudine[2][15] (535 m,[16] respectiv 450 m[1] după alte surse), cu depresiunea Cracău-Bistrița.[1] Șaua se înscrie pe aliniamentul tectono-structural și morfologic ce delimiează zona montană de cea subcarpatică.[15]
- la sud-vest prin Șaua Moinești cu Depresiunea Comănești și prin culoarul Trotușului.[16]

Din punct de vedere geografic, există trei compartimente:
- (Depresiunea) Frumoasa, aflată la nord, se întinde până în apropiere de Tescani. Are un aspect de sinclinal asimetric larg deschis, relieful său fiind colinar și cu terase.[1]
- Livezi-Helegiu, aflat în zona mijlocie, este delimitat între culmile Berzunților și Pietricicăi. Relieful său este complex, fiind format din lunci, terase și culmi cu pante accentuate.[1]
- (Depresiunea) Oituz-Cașin (sau Cașin) se află la sud, în regiunea de confluență a râurilor Tazlău, Oituz și Cașin cu Trotușul. Acest compartiment se prelungește pe culoarele văilor Cașin și Oituz, la sud de Trotuș. Relieful său este format dintr-o luncă lată de peste 1 km, de terase marginale extinse pe circa 10 km și dealuri de 300-400 m înălțime.[1]

Nu toți geografii recunosc apartenența ultimului compartiment la depresiunea Tazlău-Cașin, considerându-l o unitate de sine stătătoare. Acesta realizează practic în zona Trotușului inferior, o zonă de tranziție între Subcarpații Moldovei și cei ai Curburii, prin prelungirea compartimentului nordic al Tazlăului cu cel al Cașinului. Respectivul areal de tranziție se continuă în aval în sens invers, la nord de râu și în sud-estul culmii Pietricica, prin micul fragment piemontan al Orbenilor (Pâncești). Acesta, prelungit spre nord cu un glacis, este în fapt o continuare a Piemontului Zăbrăuți din Subcarpații Curburii.

Limite interne ale compartimentului nordic al Tazlăului
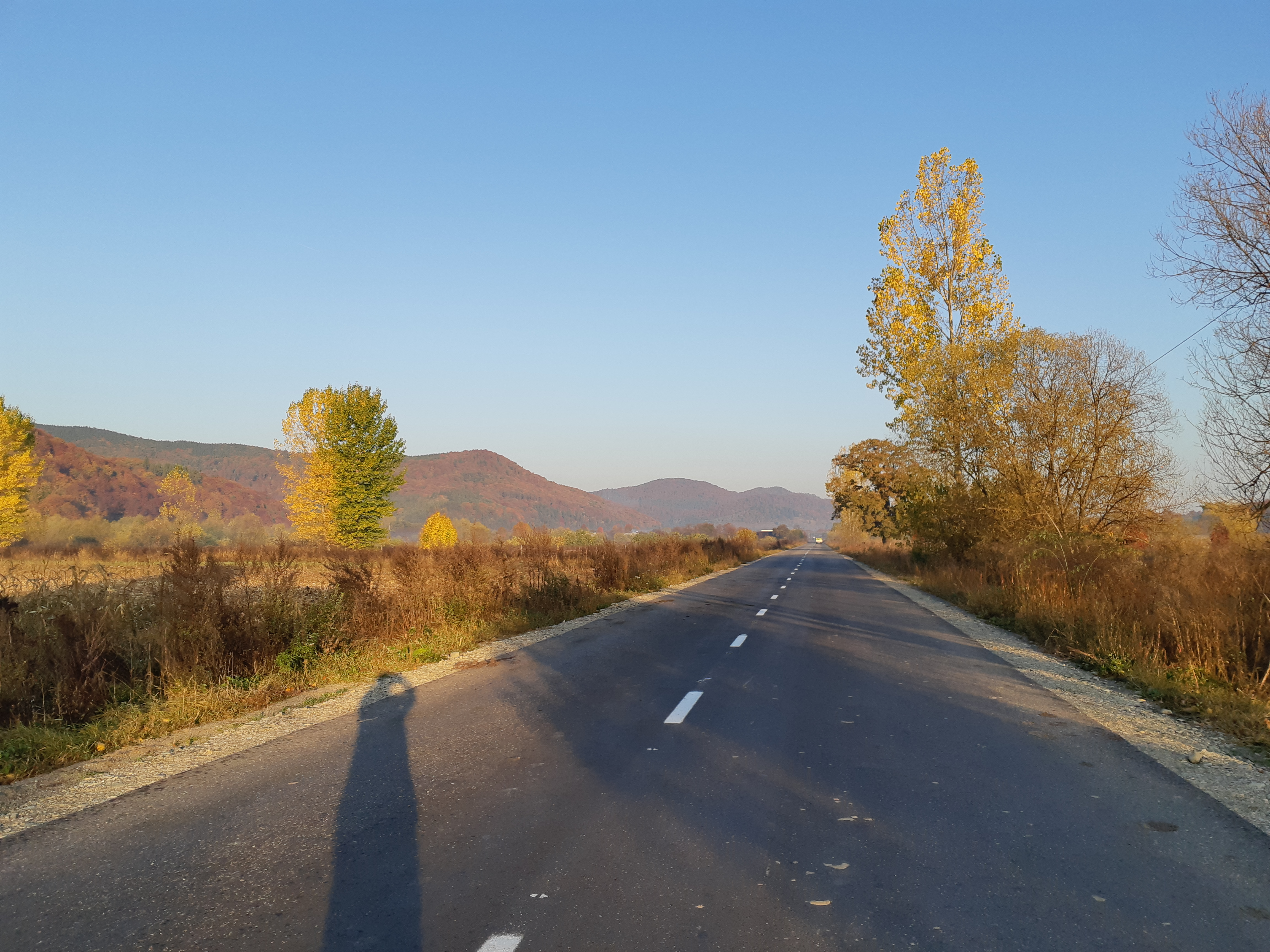
Munceii Bistrița-Tazlău în zona de nord
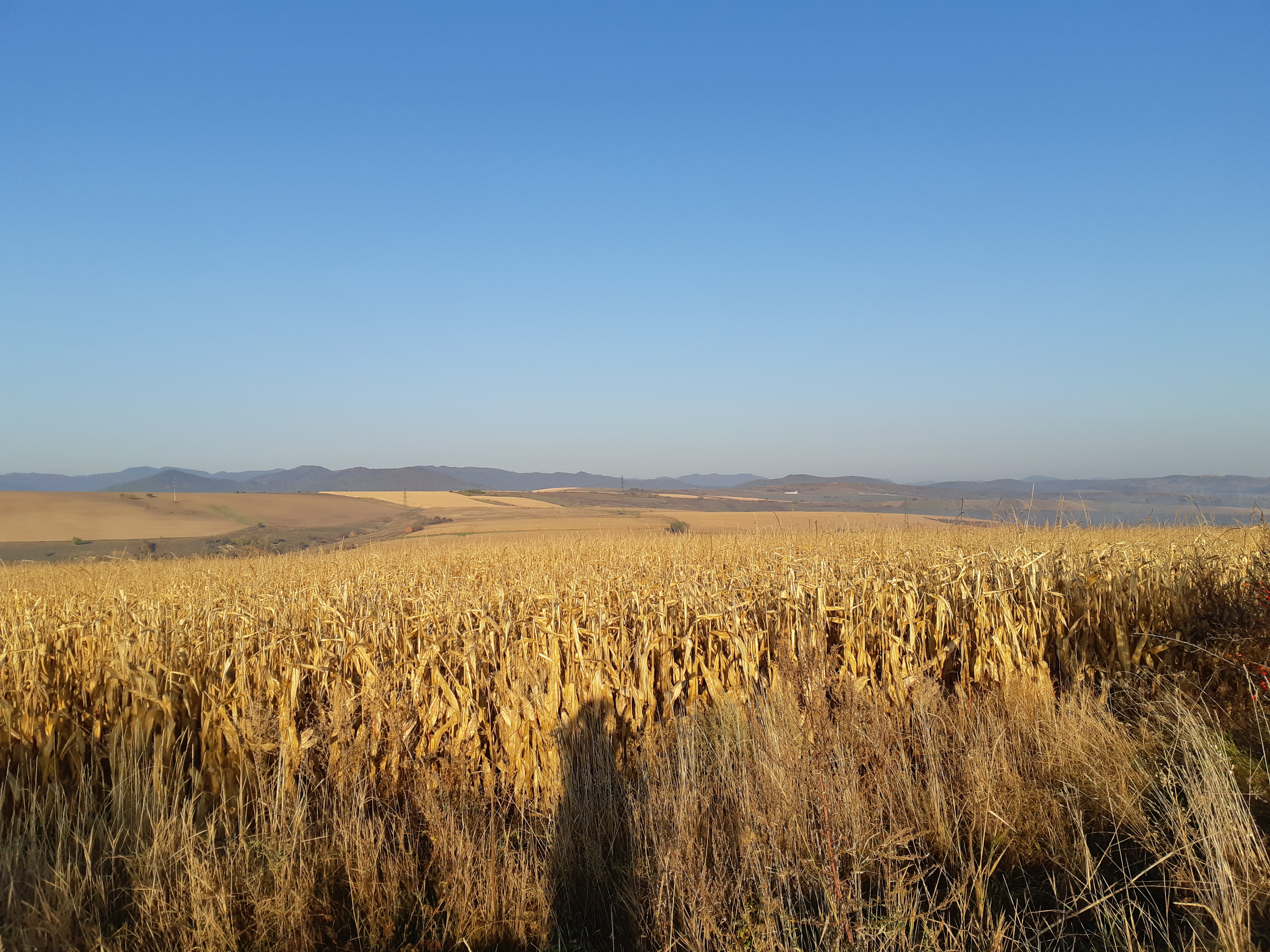
Munceii Bistrița-Tazlău în zona de sud
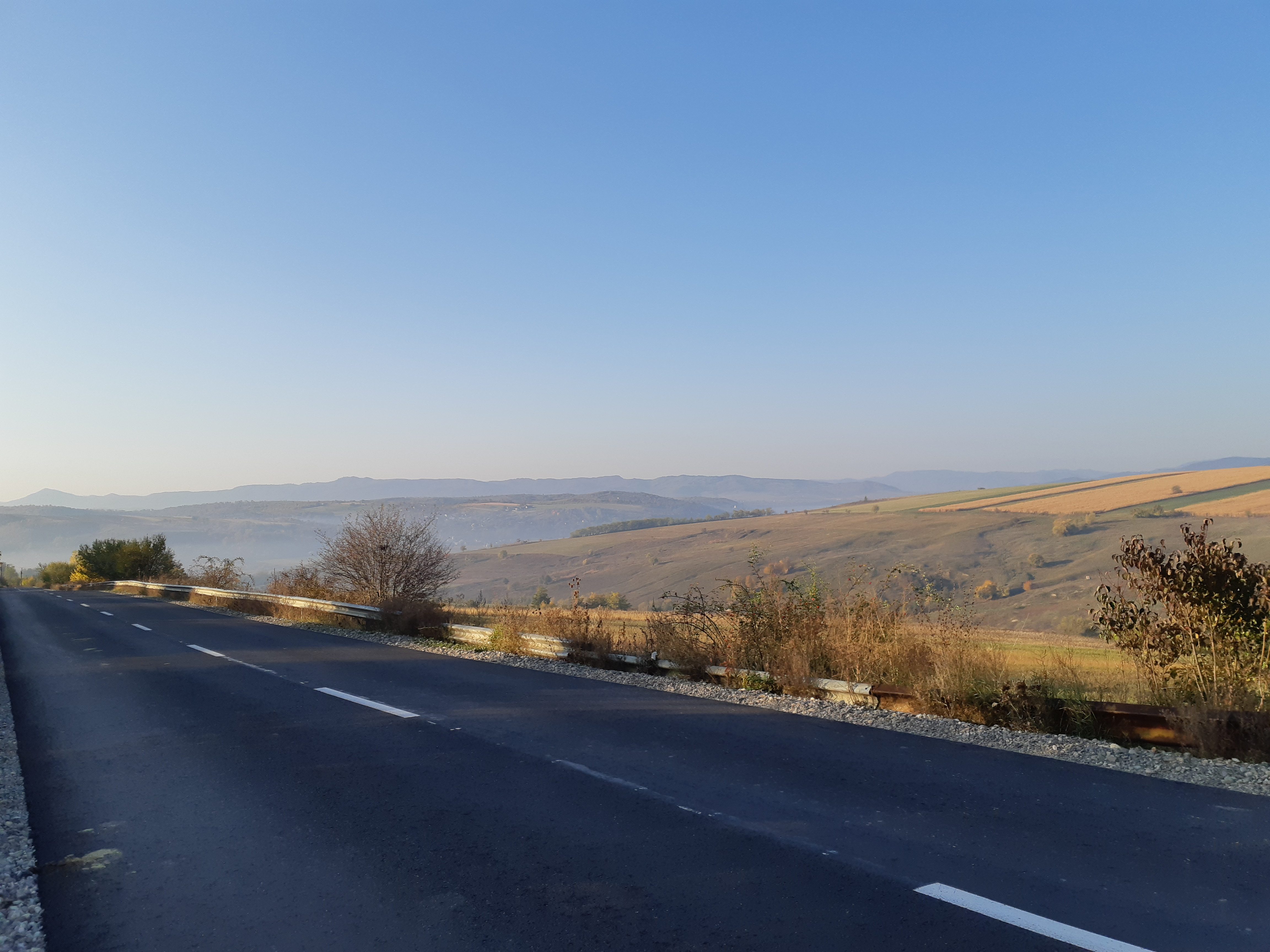
Culmea Berzunți - perspectivă nord-estică
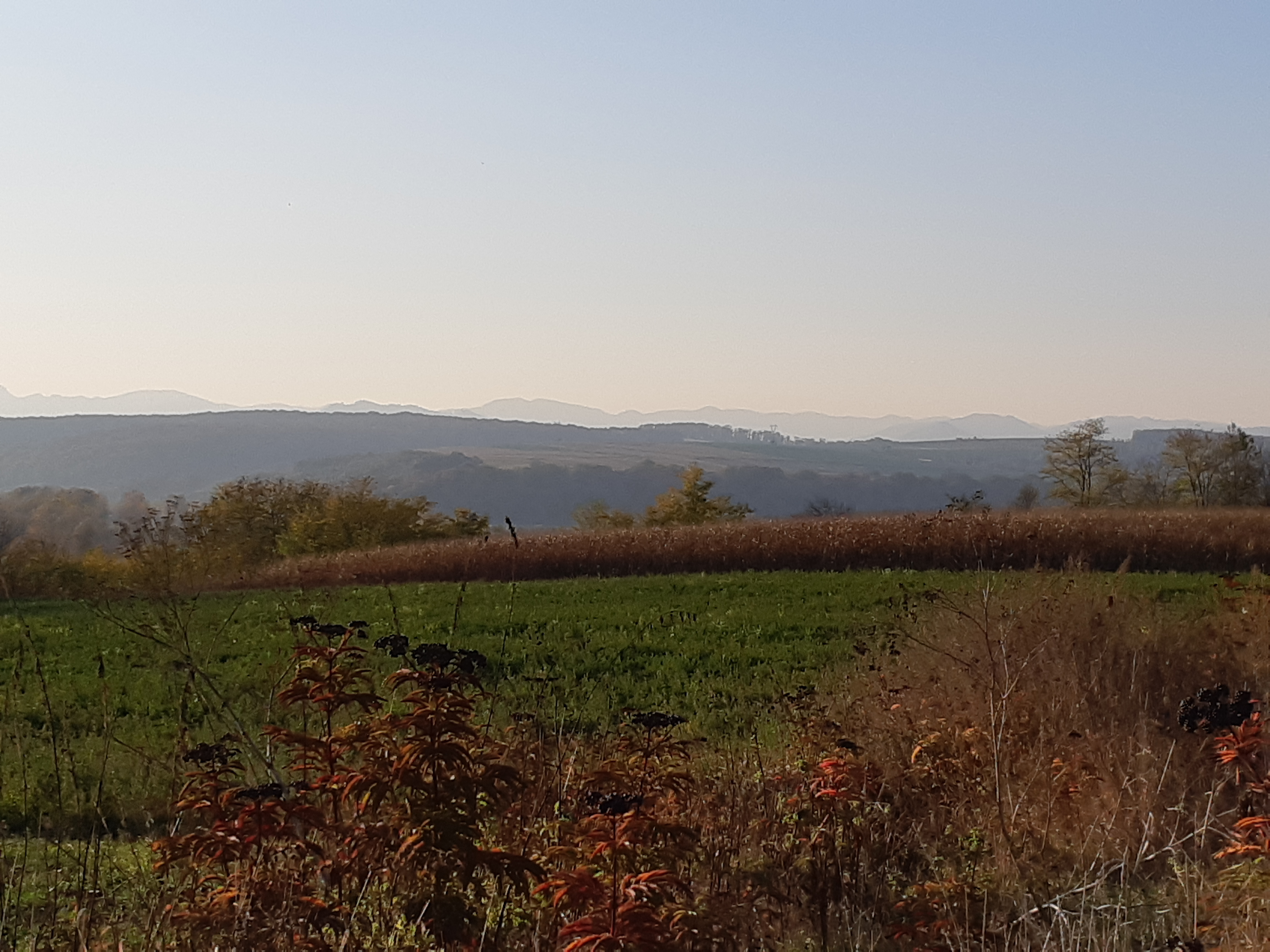
Culmea Berzunți - perspectivă vestică
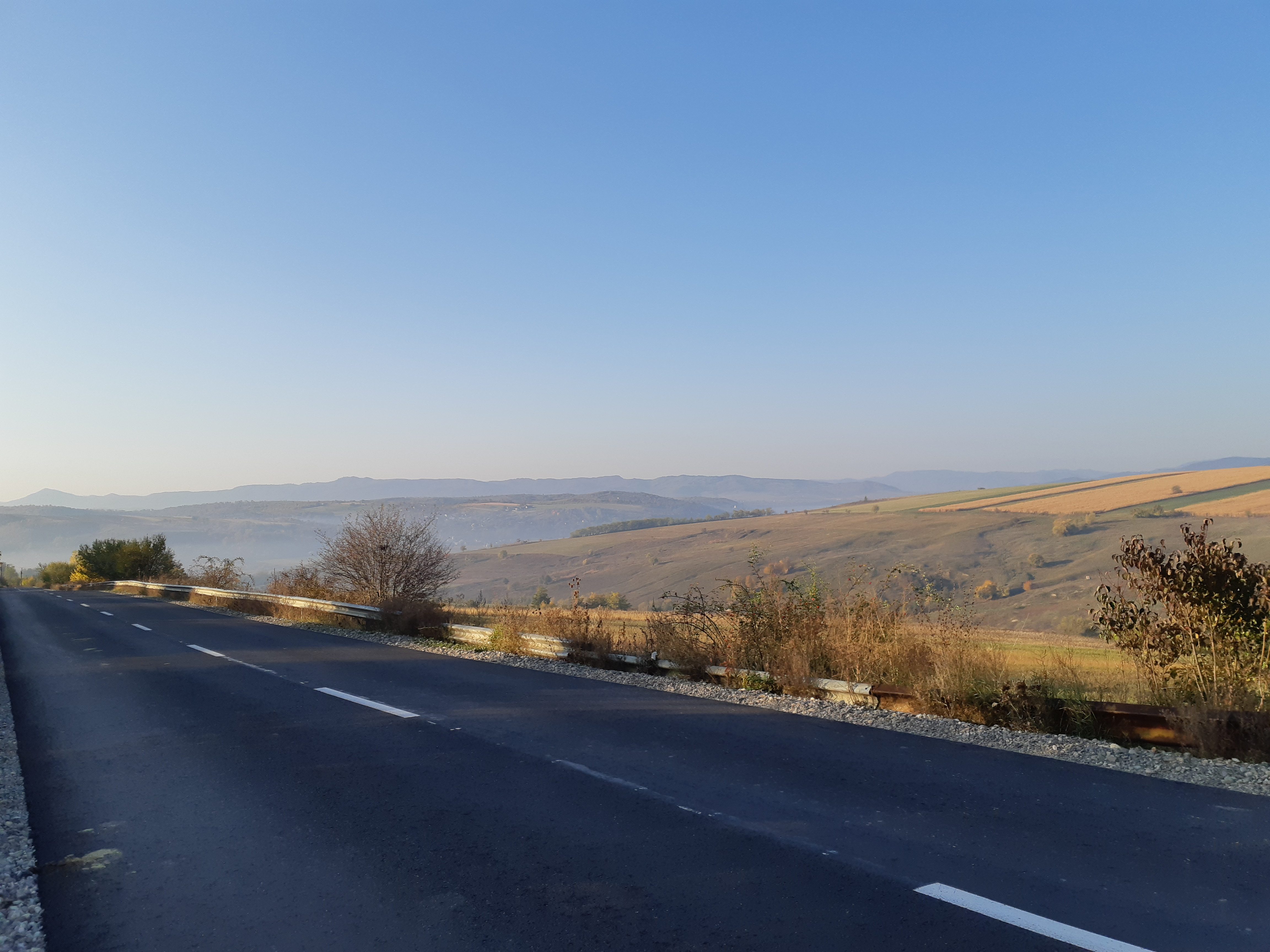
Culmea Pietricica perspectivă sud-vestică a capătului nordic
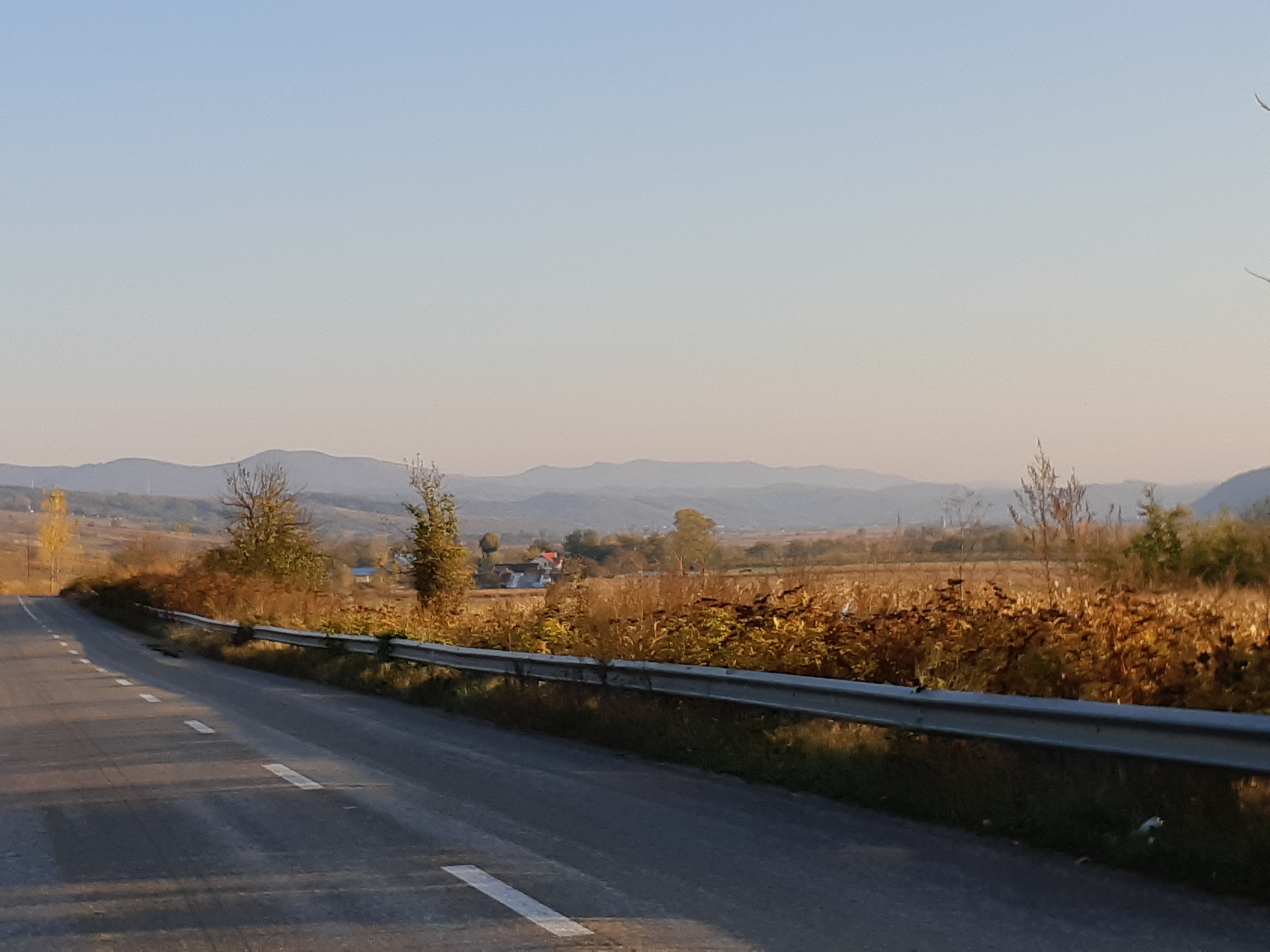
Culmea Pietricica perspectivă nord-vestică a capătului sudic

## Elemente de geomorfologie

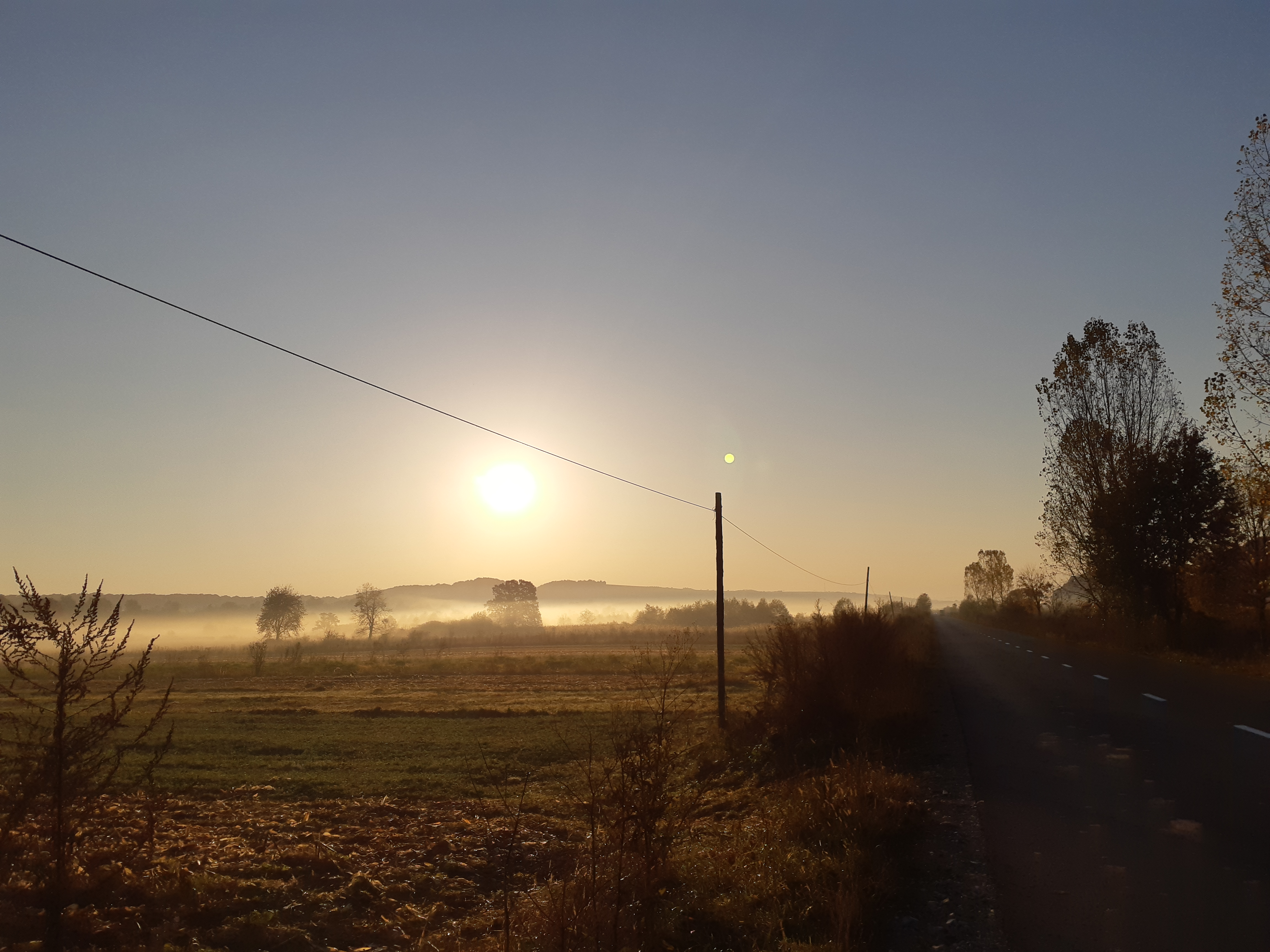
Compartimentul Frumoasa este mai îngust

Depresiunea are un caracter lontgitudinal, altitudinea sa coborând dinspre nord spre sud de la 400 m la 320 m (respectiv de la 350 m la nord-vest la circa 200 m la sud, în ce privește vatra depresiunii). Dacă spre nord este mai îngustă, spre sud se lărgește. Limita sa spre vest (montană) este bine definită printr-o denivelare accentuată de 200-300 m. Atât spre munți, cât și spre dealuri, delimitarea se face prin versanți povârniți și bine împăduriți. Peisagistic există diferențe clare între cele două unități, montană (cu altitidini de mai mult de 850 m, bine împădurită și cu versanți povârniți) și depresionară (de 450-500 m, cu de terase și glacisuri extinse exploatate agricol, ce conțin sate mari și numeroase). De asemenea, din munte se deschid la ieșirea în depresiune în mod brusc, văi înguste, în sectorul de tranziție dintre cele două unități intrând în arealul depresionar singurele sate de munte, care aici au caracter liniar.
Relieful înalt, interfluvial, este orientat paralel cu afluenții principali ai Tazlăului, Oituzului și Cașinului. Relieful structural și petrografic, din punct de vedere al formelor structurale elementare, este reprezentat mai bine în compartimentul de la nord de Trotuș, predominent în partea de sud a acestuia, spre contactul cu valea Trotușului. În zona depresiunii Tazlău se găsește și relief carstic dezvoltat pe gipsuri, cu mici doline (uneori de sufoziune), lapiezuri și alveole. Ca efect la faciesului litologic (petrografic) variat și a alternanței frecvente a orizonturilor, acesta este singura formă de relief litologic care s-a putut individualiza aici. Lapiezurile și dolinele cu diametrul de 1-3 m și excepțional de 50-60 m se găsesc în partea estică a culoarului depresionar, pe dealuri precum Bălăneasa, Livezilor, Stânei și Carageana. În compartimentul sudic, relieful structural este reprezentat de cueste și văi subsecvente, fără a exista un relief petrografic propriuzis, tot datorită faciesului petrografic variat și alternanței frecvente a orizonturilor.

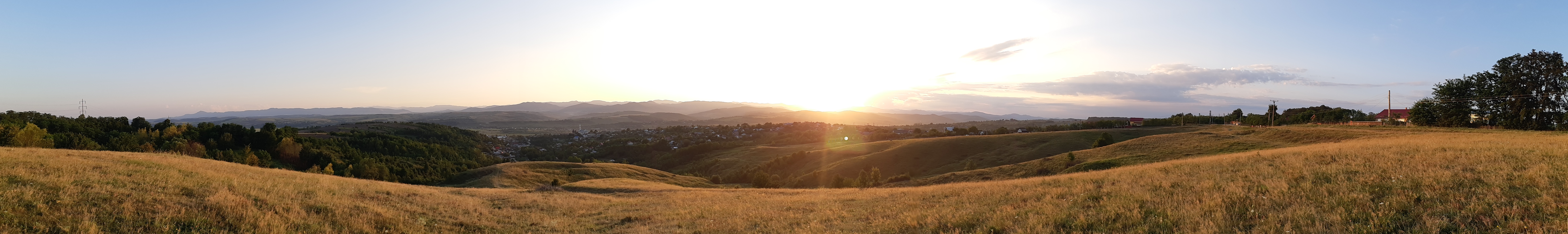
Panoramă a depresiunii, la asfinţit, din partea de sus a Pustianei (compartimentul nordic).

Relieful prorpiuzis al depresiunii este structurat din lunci foarte largi, proprii râurilor principale și din terase multe, precum și din glacisuri la contactul cu dealurile și muntele. Relieful fluvial este asemănător în cele două mai compartimente, situate la nord și respectiv la sud de Trotuș, cu precădere la nivelul albiilor majore și a celor minore. Deosebiri mari apar însă în ce privește terasele de versant, ca număr și altitudini relative:
- bine dezvoltate în lungul văilor Tazlăului și Trotușului, luncile și terasele structurează o câmpie aluvială etajată. La nivelul acesteia se evidențiază în partea de nord alături de cinci niveluri de terase, culmi înalte de 600-650 m, iar în partea de sud o luncă extinsă (proprie Tazlăului, de circa 1 km lățime), șapte niveluri de terase și o serie de culmi de 450-550 m altitudine.[1] Numărul mare de niveluri de terase din compartimentul Tazlăului scoate în eveidență dealtfel, vechimea mai mare a acestuia, iar existența teraselor înalte numai pe stînga văii râului se consitutuie într-o dovadă a înălțării intense în Pleistocenul inferior, a Pietricicăi Bacăului.[6] În sectorul de confluență a Tazlăului cu Trotușul, terasele au o dezvoltare mare.[20]
- spațiul depresionar Onești-Cașin este vast, în acest spațu înscriindu-se valea Trotușului, după ieșirea dintre munți. La confluența acestuia cu Cașinul și Tazlăul se impune un sistem de terase, cu desfășurare mare.[21]
- relieful fluvio-denudațional al văii Trotușului este distinct de cel al celorlalte două compartimente.[6] Aflată între acestea, valea Trotușului este largă, cu lățimi între părțile superioare ale versanților de 4-12 km și cu mai multe terase pe versantul drept, la nivelul dealului Buhoci, unde cea mai înaltă terasă are altitudinea relativă de 180-190 m.[6]

## Hidrografie și climă

Râul Tazlău la Onești

Rețeaua hidrografică este reltiv densă, fiind tributară râului Trotuș.
Temperatura medie anuală este de 6-8 °C, iar precipitațiile sunt de 700-800 mm anual.

## Vegetație și faună
Vegetația este constituită din pășuni și fânețe naturale, aflate în alternanță cu păduri de gorun și fag, sub formă de pâlcuri. Pajiștile naturale secundare, rezultate din înlocuirea vegetației forestiere cu pajiști folosite ca pășuni și fânețe, ocupă suprafețe întinse.

## Elemente de geografie umană

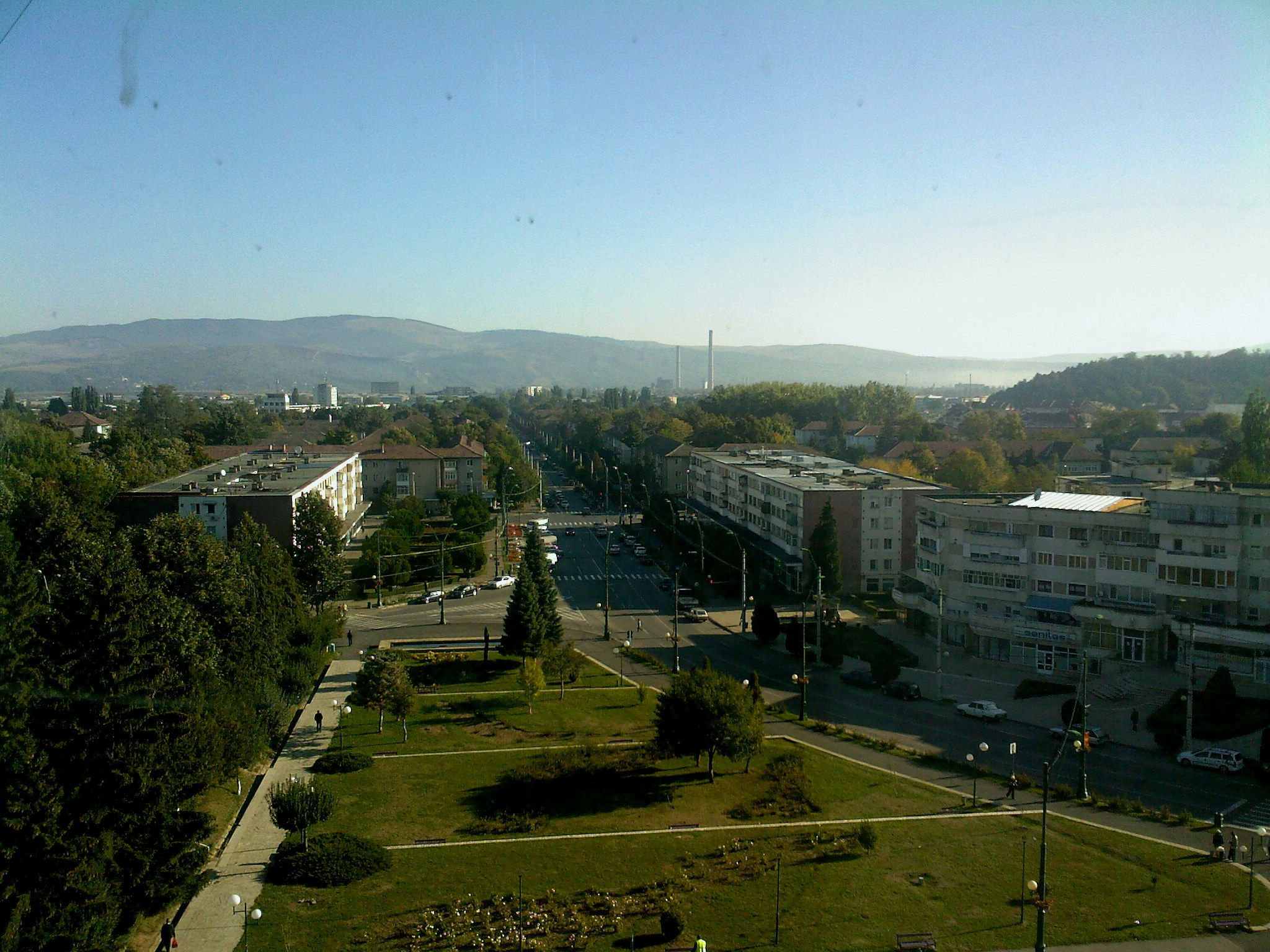
Imagine din Onești. În fundal: Culmea Pietricica

Zona este intens populată, aici aflându-se numeroase așezări rurale. Principial, în ulucul depresionar al Subcarpaților Moldovei vetrele depresionare și versanții inferiori au un rol agricol important, ca efect al declivității limitate și al fragmentării scăzute, în timp ce culmile deluroase dețin un domeniu forestier extins. Peste 60 % din terenul agicol al depresiunii este teren arabil, ca pondere urmând pășunile și fânețele, succedate de livezi. În luncile râurilor se cultivă legume, iar în partea de sud a compartimentului depresionar al Tazlăului vița de vie. Rezultate mai bune la culturi (de câmp, de legume și în ce privește livezile) se realizează înspre Cașin, înspre Tazlău fragmentarea înaltă ca terenurilor, precum și existența unor soluri sărace făcând ca productivitatea culturilor să scadă. În ceea ce privește creșterea animalelor, bovinele au pondere mai mare în raport cu ovinele.

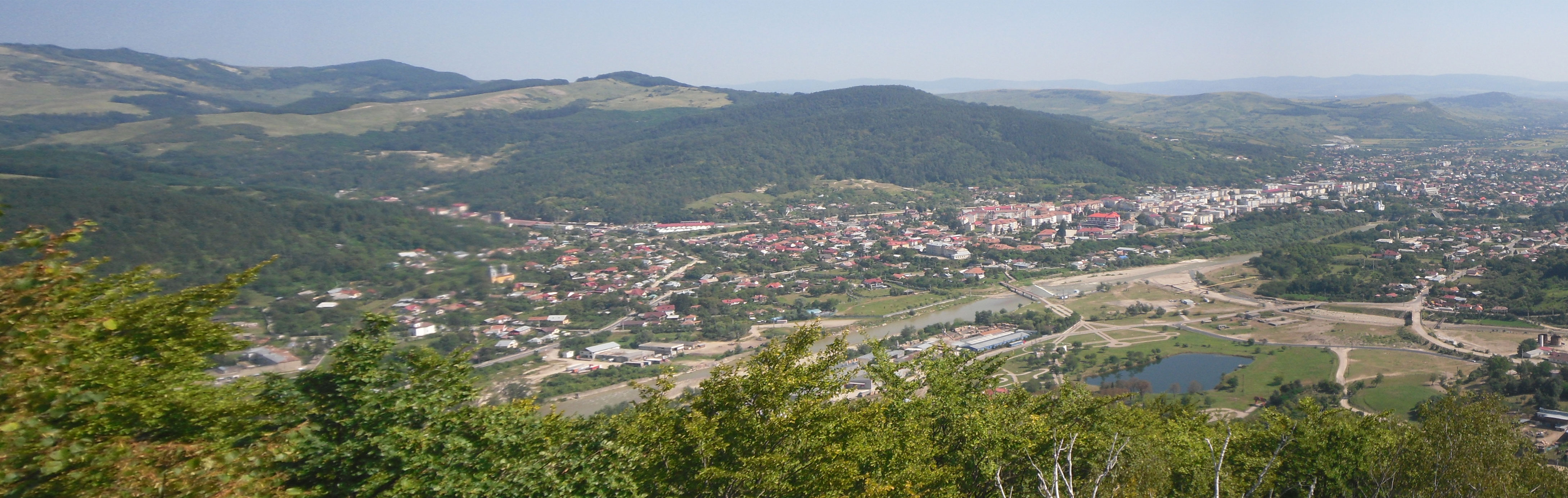
Perspectivă de lângă Târgu Ocna, spre culoarul intradepresionar al Trotușului

Orașele depresiunii sunt Onești și Moinești (aflat în cea mai mare parte în Șaua Moinești), prin partea sa nord-estică aflată la marginea depresiunii, precum și Târgu Ocna, față de care limita subcarpaților trece la vest. Orașul polarizator al întregii depresiuni este Onești. Datorită barierei morfologice care se opune unei polarizări depline, spațiul depresionar Tazlău-Cașin este parțial atras spre Bacău.
În culoarul de vale Trotuș-Tazlău, între localitățile rurale și Onești, respectiv Târgu Ocna, deținătoare a unor unități industriale care preiau materia primă din regiune și utilizează forța de muncă disponibilă, s-au stabilit relații multiple pe linie de aprovizionare cu materii prime, forță de muncă și piață de desfacere. Se află în acest culoar o serie de exploatări petroliere, precum și cel mai mare zăcământ de gaze naturale din Subcarpații Moldovei. Exploatat la Tazlău, acest zăcământ este legat de o rețea de conducte de Onești, cunoscut ca și centru petrochimic.

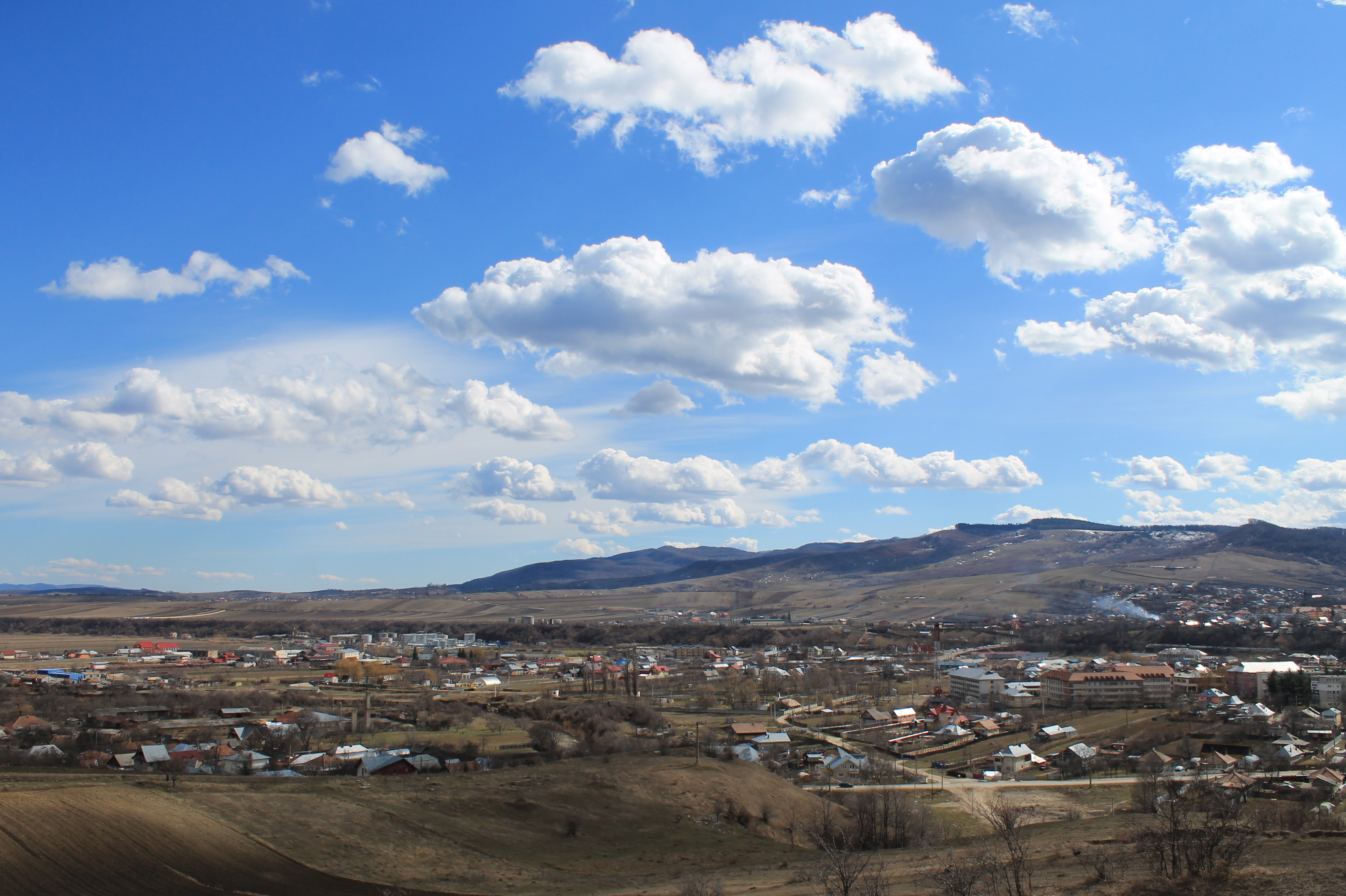
Partea orașului Moinești din depresiune - în coborâre din Șaua Moinești

Rețeau rutieră are în general un profil lontgitudinal, urmărind depresiunea. Principalele drumuri care traversează regiunea sunt:
- în compartimentul nordic:

- lontgitudinal: DJ156A (porțiunea Tazlău-Ardeoani), continuat cu DJ118 Florești-Sănduleni și ulterior cu DN11 Brașov-Bacău
- transversal: DN2G Bacău-Comănești

- în compartimentul sudic:

- pe valea Trotușului: DN12A Miercurea Ciuc-Onești și DN11A Onești-Bârlad
- pe valea Oituzului DN11 Brașov-Bacău (lontgitudinal)
- pe valea Cașinului: DJ115 pe porțiunea Onești-Scutaru